# Giá trị thị trường thực
Giá trị thị trường thực là một thuật ngữ thường được sử dụng cho đấu giá điện tử hay đấu giá trực tuyến bất động sản, vì nó tạo ra sự minh bạch cho người mua và đảm bảo rằng người bán tối đa hóa giá của tài sản với giá trị thị trường thực. Sự minh bạch tạo ra một thỏa thuận công bằng cho tất cả các bên và có thể kiểm toán được nếu có bất kỳ sự thay đổi nào xung quanh thỏa thuận phát sinh.

## Lịch sử
Khái niệm này vẫn chưa được phổ biến rộng rãi trong kinh doanh bất động sản vì nó chỉ thực sự được sử dụng từ năm 2010 trở đi. Từ năm 2010 đến 2014, có một số công ty người dùng dẫn đầu đã sử dụng khoản này cho việc thoái vốn bất động sản. Một ví dụ là A.P. Moller Maersk Group, công ty đã thực hiện thành công việc này ở Bắc Mỹ, Châu Mỹ Latinh và Châu Âu.

## Khái niệm
Người mua bất động sản thường được trình bày với một tình huống mà nhiều người mua quan tâm đến cùng một tài sản.
Điều này tạo ra sự không chắc chắn có thể được chia thành:
- Thực sự có người mua khác?
- Giá nào là giá chiến thắng?
- Có bao nhiêu đề nghị và cần thời gian bao lâu?

Bằng cách sử dụng đấu giá điện tử thuận để kết thúc quy trình bán hàng và chỉ giao dịch với những người mua thực sự và được chấp thuận tham gia, do đó không cần phải giả mạo một giá thầu hoặc các trò lừa gạt khác. Điều này sẽ loại bỏ một trong những điều không chắc chắn cho người mua. Trong phiên đấu giá trực tuyến, người mua có thể thấy giá thầu chính và sẽ có thể điều chỉnh giá khi quá trình đấu giá diễn ra. Do đó giá chiến thắng sẽ rõ ràng cho tất cả mọi người và người mua sẽ không phải đoán những đề nghị nào là đúng để giành chiến thắng. Thời gian thường không quá một vài giờ có nghĩa là nếu đấu giá không thắng, chi phí thời gian thấp hơn nhiều so với các cuộc đàm phán thông thường. Việc đấu giá trực tuyến có thể được thực hiện với bất kỳ máy tính nào giúp giảm thiểu thời gian di chuyển đến và đi từ đại lý bất động sản.
Cách tiếp cận phổ biến nhất là sử dụng một nhà tư vấn bên thứ 3 để đảm bảo rằng đại lý bất động sản có thể chứng minh rằng quy trình đã được tiến hành công bằng và đạo đức của đấu giá trực tuyến được duy trì.